# David Penneman
David Penneman (Beveren, 1 september 1973) is een Belgische voetbalcoach. Momenteel is hij trainer bij de U17 van België.

## Carrière

### KSK Beveren
Penneman voetbalde in zijn jeugd voor KSK Beveren tot en met de beloften, maar kwam nooit uit voor het eerste elftal. Later werd hij leerkracht lichamelijke opvoeding en gaf hij les aan de Federale trainersschool KBVB Uefa B en Uefa A. Hij combineerde dat met een baan als jeugdcoördinator en beloftencoach van Beveren. Zo werd hij in 2008 de opvolger van Luc Audenaerdt, die twintig jaar hoofd jeugdopleidingen was geweest bij Beveren.
Toen in het seizoen 2009/10 hoofdtrainer Johan Boskamp ontslagen werd, nam Penneman het roer over. Beveren eindigde achttiende op negentien clubs en had normaal in de eindronde tegen Dessel Sport moeten spelen, maar Beveren besliste om omwille van de financiële vrijwillig naar Derde klasse te degraderen. De mannentak hield uiteindelijk op te bestaan, waardoor Penneman de laatste trainer uit de geschiedenis van de tweevoudige landskampioen werd. Beveren fusioneerde uiteindelijk met Red Star Waasland tot Waasland-Beveren.

### KAA Gent (beloften)
In het seizoen 2010/11 werd Penneman aangeduid als nieuwe beloftencoach van AA Gent, waar hij de naar Cercle Brugge vertrokken Bob Peeters opvolgde.

### Waasland-Beveren (assistent)
Na het seizoen keerde hij terug naar Waasland-Beveren. Penneman werd de assistent van Dirk Geeraerd. Onder hun leiding werden de Waaslanders vicekampioen in tweede klasse. De club promoveerde uiteindelijk via de eindronde naar de hoogste afdeling. Op 18 november 2012, een dag na een 2-6-nederlaag tegen Club Brugge, werd Geeraerd ontslagen. Een dag later werd Glen De Boeck aangeduid als nieuwe coach.

### Koninklijk Atheneum
Penneman startte in september 2002 een voetbalrichting op in het Koninklijk Atheneum te Beveren-Waas. Deze richting evolueerde van 27 leerlingen tot 220 leerlingen in 15 jaar tijd. In deze periode kwalificeerde de schoolploeg zich zevenmaal voor een wereldkampioenschap voetbal.

### Svelta Melsele
Penneman ging in januari 2015 aan de slag bij eersteprovincialer Svelta Melsele, waar hij de opvolger werd van Ardian Lekaj. In 2017 werd hij met de club kampioen in eerste provinciale, waardoor Melsele voor het eerst in zijn bestaan naar de nationale reeksen steeg. Penneman combineerde het trainerschap bij Melsele een hele tijd met zijn activiteiten als jeugdtrainer bij de KBVB. In het seizoen 2018/19 verving Ivan De Laet hem een tijdje toen Penneman het druk had met de voorbereiding op het EK –17.
In januari 2019 raakte bekend dat Penneman op het einde van het seizoen zou stoppen als trainer van Melsele.

### KBVB
In 2017 werd een overeenkomst gesloten met de KBVB als nationaal jeugdtrainer (assistent U17). Een derde plaats werd behaald in Polen voor de Syrenka Cup. Een eerste plaats werd behaald in de kwalificatieronde in Malta voor Zwitserland, Noord-Ierland en Malta. In 2018 werd Penneman de nieuwe coördinator van de nationale futurestreams (voor laatrijpe spelers die toch nog volwaardig lid kunnen worden van de nationale ploegen), dit in combinatie met zijn activiteiten als T2 van de U16 en U17.